# Cecilia Rabell Romero
Cecilia Andrea Rabell Romero es una destacada investigadora mexicana especializada en demografía y estudios de población. Actualmente, se desempeña como investigadora titular "C" definitiva en el Instituto de Investigaciones Sociales de la Universidad Nacional Autónoma de México (UNAM).

## Formación académica
Rabell Romero obtuvo el grado de doctora en Ciencias Sociales con especialidad en Estudios de Población por El Colegio de México.

## Trayectoria profesional
Desde su ingreso al Instituto de Investigaciones Sociales de la UNAM, la Dra. Rabell ha adoptado la demografía y la economía históricas como líneas principales de investigación. Ha participado en proyectos que abordan temáticas como la dinámica de las familias, migración indígena, pobreza rural y etnicidad en México.
En 2010, fue nombrada presidenta de la Sociedad Mexicana de Demografía (SOMEDE), sucediendo en el cargo a René Zenteno Quintero. Su gestión concluyó en 2011, siendo sucedida por Silvia Giorguli Saucedo.

## Publicaciones destacadas
- Los mexicanos. Un balance del cambio demográfico (2014): En esta obra, Rabell coordina a un grupo de demógrafos y especialistas para analizar la evolución de la fecundidad, mortalidad, migración y otros factores que conforman el perfil poblacional de México en el siglo XXI.[4]

- Familia y vida privada en la historia de Iberoamérica (1996): Coeditado con Pilar Gonzalbo, este libro ofrece una reflexión sobre la vida privada y familiar en la historia latinoamericana, distinguiendo entre ambos conceptos y explorando su evolución a lo largo del tiempo.[5]

## Reconocimientos y membresías
La Dra. Rabell es miembro del Sistema Nacional de Investigadores y ha recibido diversas becas y distinciones académicas, incluyendo apoyos del Consejo Británico, el Ministerio de Asuntos Exteriores de Francia y la beca Fulbright.